# Olcnava
Olcnava (in ungherese Detrefalva) è un comune della Slovacchia facente parte del distretto di Spišská Nová Ves, nella regione di Košice.
Ha dato i natali al pittore Jozef Fabini (1908-1984).